# Adam Kučera
Adam Kučera (* 25. února 1993, Děčín) je český fotbalový záložník, působící v týmu FK Jablonec.

## Klubová kariéra
- AC Sparta Praha (mládež)
- AC Sparta Praha B
- →  FC Graffin Vlašim (hostování) 2014–2015[1]
- MFK Ružomberok 2016–[1][2]

## Reprezentační kariéra
Prošel českými mládežnickými reprezentacemi do 16, 17 a 18 let. S reprezentací do 17 let se zúčastnil Mistrovství Evropy hráčů do 17 let 2010 v Lichtenštejnsku, kde český tým vypadl již základní skupině B (obsadil nepostupové 3. místo ze 4).